# Щипйорно (Мазовецьке воєводство)
Щипйорно (пол. Szczypiorno) — село в Польщі, у гміні Помехувек Новодворського повіту Мазовецького воєводства.
Населення — 300 осіб (2011).
У 1975-1998 роках село належало до Варшавського воєводства.

## Демографія
Демографічна структура станом на 31 березня 2011 року:
|          | Загалом | Допрацездатний вік | Працездатний вік | Постпрацездатний вік |
| -------- | ------- | ------------------ | ---------------- | -------------------- |
| Чоловіки | 157     | 41                 | 96               | 20                   |
| Жінки    | 143     | 30                 | 81               | 32                   |
| Разом    | 300     | 71                 | 177              | 52                   |